# Bergakker
Bergakker est un hameau qui fait partie de la commune de Tiel dans la province néerlandaise du Gueldre.
En 1996, on a trouvé à Bergakker une inscription runique datant probablement du début du Ve siècle.